# Marjančaci
Marjančaci su naselje u Hrvatskoj, regiji Slavoniji u Osječko-baranjskoj županiji i nalaze se u sastavu grada Valpova.

## Zemljopisni položaj
Marjančaci se nalaze na 91 metar nadmorske visine u nizini istočnohrvatske ravnice uz rijeku Vučicu. Selo se nalazi na županijskoj cesti ŽC 4103 koja spojena na državnu cestu D517 Koška D2- Valpovo D34. Susjedna naselja: jugoistočno se nalaze Ivanovci i Zelčin, sjeverno se nalazi grad Valpovo, a istočno su Ladimirevci. Zapadno se nalaze Bocanjevci i Gorica Valpovačka naselja u sastavu grada Belišća. Pripadajući poštanski broj je 31227 Zelčin, telefonski pozivni 031 i registarska pločica vozila OS (Osijek). Površina katastarske jedinice naselja Marjančaci je 4,64 km2.

## Stanovništvo
| broj stanovnika | 192   | 201   | 195   | 222   | 224   | 256   | 256   | 294   | 305   | 290   | 310   | 312   | 308   | 322   | 332   | 308   | 257   |
|                 | 1857. | 1869. | 1880. | 1890. | 1900. | 1910. | 1921. | 1931. | 1948. | 1953. | 1961. | 1971. | 1981. | 1991. | 2001. | 2011. | 2021. |

## Crkva
U selu se nalazi rimokatolička crkva Sv. Marije Magdalene koja pripada katoličkoj župi Uzvišenje Sv. Križa u Ladimirevcima i valpovačkom dekanatu Đakovačko-osječke nadbiskupije. Crkveni god (proštenje) ili kirvaj slavi se 22. srpnja.

## Kultura
- Kulturno umjetničko društvo "Šokadija" Ivanovci, Zelčin i Marjančaci.

## Sport
- NK Croatia Marjančaci, natječu se u sklopu 3. ŽNL Osječko-baranjske Lige NS Valpovo. Klub je reaktiviran u proljeće 2019.

## Ostalo
- Dobrovoljno vatrogasno društvo Marjančaci

## Vanjske poveznice
- http://www.valpovo.hr/
- http://os-ladimirevci.skole.hr/  Arhivirana inačica izvorne stranice od 21. veljače 2014. (Wayback Machine)